# 日本ファシズム連盟
日本ファシズム連盟（にほんファシズムれんめい）は、1932年に結成された、日本におけるファシズムを信奉した政治的結社の1つ。

## 概要
1932年（昭和7年）1月20日、東京の中目黒において、ファシストを自称する福士幸次郎、岩崎純孝らによって結成された。同年3月より雑誌「ファシズム」を発刊した。

## 同時代の反・ファシズム運動
1932年（昭和7年）度版の内務省警保局編『社会運動の状況』の「日本反帝同盟」「日本赤色救援会」「無産政党運動」のそれぞれの「ファシズム運動ニ対スル反対運動」の項には「徹底的ニ闘争ヲセザルベカラザル旨力説スル所アリタリ。而シテ実際運動トシテハ（中略）見ルベキ活動ナシ」（337頁）、「徹底的闘争ヲ決議セルガ実際運動トシテハ見ルベキモノナカリキ」（373頁）、「『ファッショ粉砕ニ関スル件』ヲ議決シタルモ、効果更ニ挙ガラズ」（618頁）とある。

## 参照
1. ↑  日本ファシズム研究序說(安部博純)